# Конструкция танка

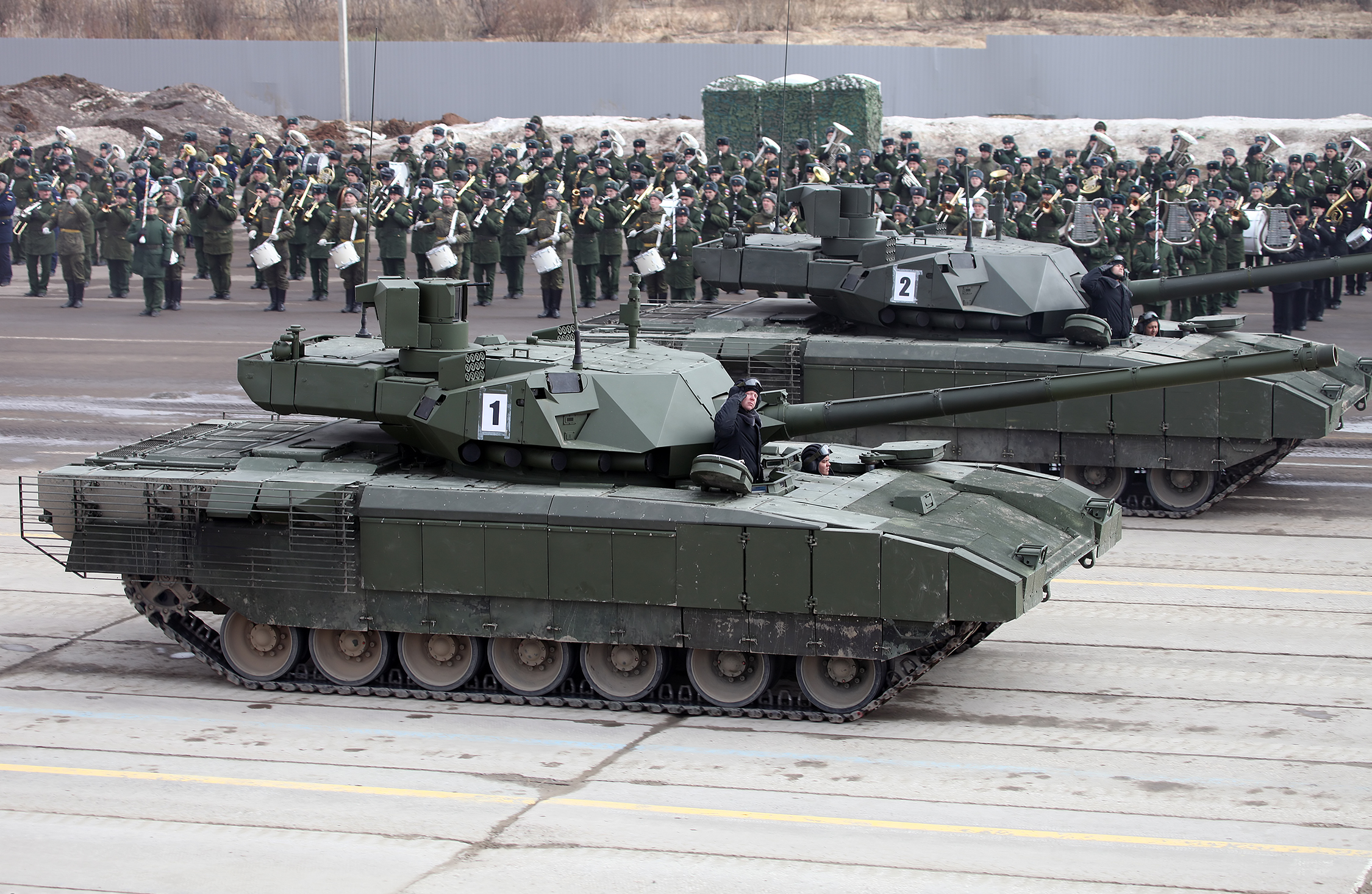
Т-14 на репетиции парада на тренировочном поле в Алабино.

Конструкция танка — совокупность технических (конструктивных) решений и инженерных узлов, определяющая тактико-технические и эксплуатационные характеристики танка, основного и специального.
Конструкция танка проектируется таким образом, чтобы обеспечивать оптимальный для выполнения его задач баланс трёх основных составляющих танка — защищённости, огневой мощи и подвижности, при этом обеспечивая выполнение требований к стоимости его производства, эксплуатации и надёжности.

## История конструкции танка
Танк 

## Компоновка танка
Обычно состоит из корпуса и  башни (кроме безбашенных вариантов).

### Защищённость
Защищённость характеризует защиту экипажа и систем танка от средств поражения противника. Защищённость танка обеспечивается его броневым корпусом и башней и системами активной защиты и маскировки, а также его подвижностью, затрудняющей противнику попадание по танку.
Бронирование

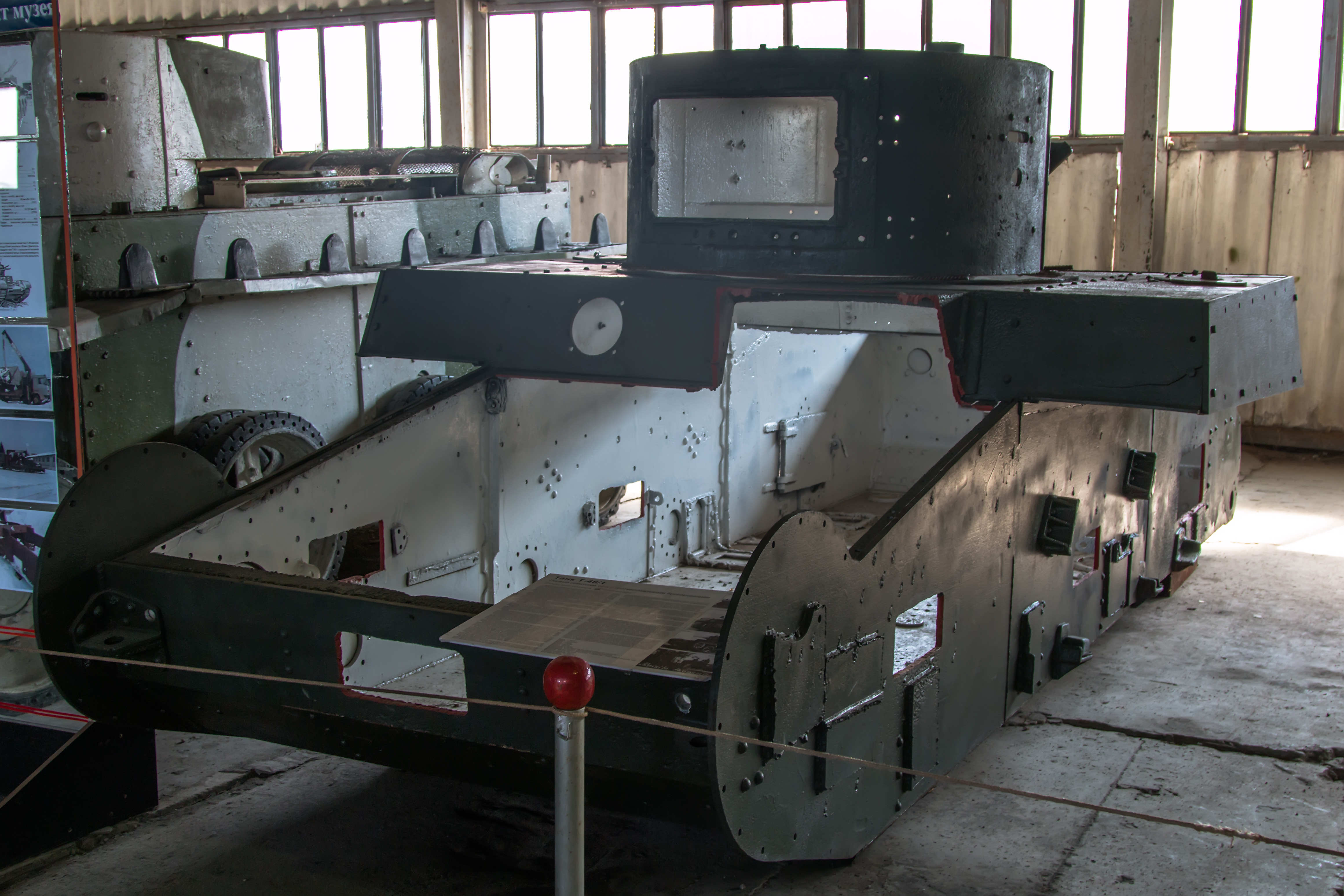
Бронирование состоит из броневого корпуса и башни. Танк Т-46-1 в музее бронетехники в Кубинке.

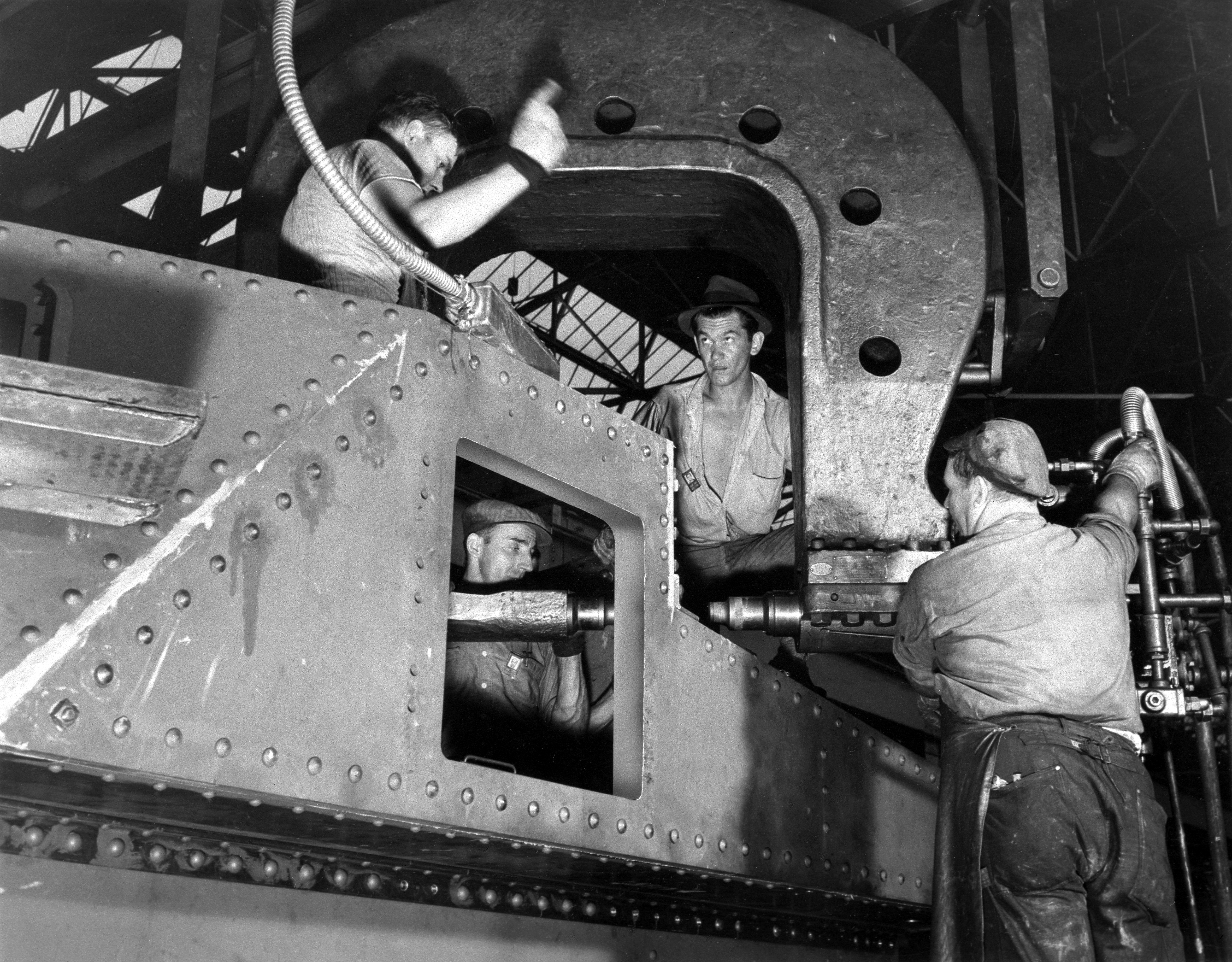
Клёпка корпуса танка М3

Бронирование состоит из броневого корпуса и башни, на тех танках, на которых она есть. Первоначально корпуса и башни танков состояли из каркаса, к которому заклёпками и болтами крепились броневые листы и плиты. Клёпаное соединение применялось на танках до начала 1940-х годов, но вытеснено сварным, поскольку отличалось повышенной сложностью в изготовлении, дополнительным весом и объёмом, занимаемым каркасом внутри корпуса и тенденцией заклёпок и болтов «выстреливать» внутрь танка при попадании снаряда или крупнокалиберной пули. 
Сварные корпуса и башни танков появились в начале 1930-х годов и в отличие от клёпаных, выполнялись несущими, без каркаса. 
Вскоре после клёпаных появились и литые башни, а позже и корпуса, состоявшие из одной или нескольких деталей. Литые корпуса имели ограниченное распространение с 1930-х по 1960-е годы, однако также уступили место сварным, ставшим стандартом на современных танках. Литые же башни применялись вплоть до 1980-х — 1990-х годов, однако из-за проблематичности производства литых башен с комбинированной бронёй, в итоге уступили место сварным.
см. также: Чобэм
Активная защита
Активная защита — представляет собой расположенные на боевой машине систему, которая при обнаружении приближающегося к нему противотанкового боеприпаса (ракеты ПТУР, гранаты РПГ и тому подобное) ставит помехи (как электромагнитные, так и кинетические), уничтожающие, или, по меньшей мере, сильно ослабляющие действие атакующего боевого припаса.
Система защиты от ОМП
На многих послевоенных танках предусматривалась система защиты от оружия массового уничтожения (ОМП). Главным способом защиты была герметичность танка — смотровые щели заменялись перископами и иными средствами наблюдения. Танки оснащались дегазационными приборами и пакетами. 
В броню танка могли добавляться компоненты повышающие защиту от радиации.

## Подвижность
Подвижность танка обеспечивается гусеничным движителем, приводящей его силовой установкой и подвеской. 
Гусеничный движитель является одной из определяющих особенностей танка, обеспечивающей ему высокую проходимость, поэтому абсолютное большинство танков являются гусеничными, хотя в 1930-е — 1940-е годы распространение получили также колёсно-гусеничные танки. 
Термин «колёсные танки», порой употребляемый по отношению к некоторым современным бронеавтомобилям, специалистами не признаётся и применяется в основном журналистами.
терминология:
- Ходовая часть — совокупность движителя c системой подрессоривания; иногда вместо ходовой части говорят шасси.
- Движитель — совокупность агрегатов и механизмов ходовой части, взаимодействующих с подстилающей поверхностью для создания тягового усилия, движущего машину. Основные танки имеют только сухопутный движитель. Легкие танки, БМП и другие боевые машины могут иметь и водоходный движитель. Сухопутный движитель, кроме обеспечения движения машины, использован для передачи на грунт веса машины.
  - Гусеничный движитель — движитель, в котором тяговое усилие создаётся за счёт перематывания гусеничных лент (гусениц) состоящих из отдельных звеньев — траков. Гусеничный движитель состоит в общем из ведущего колеса, опорных катков, направляющего колеса (ленивца), поддерживающих катков и гусеничной ленты. В некоторых устаревших источниках гусеничные ленты называют гусеничными цепями.
- Системой подрессоривания или подвеской танка называется совокупность деталей, узлов и механизмов, связывающих корпус машины с осями опорных катков.
- Статический ход катка — перемещение опорного катка по вертикали из положения полностью разгруженного упругого элемента (например, при поднятии машины краном) в положение его нагружения под весом машины (после опускания на грунт) на ровной горизонтальной площадке.
- Динамический ход катка — перемещение опорного катка по вертикали от статического положения до упора в ограничитель хода катка.
- Полный ход катка — перемещение опорного катка по вертикали из положения полностью разгруженного опорного элемента до упора в ограничитель хода катка, определяется как сумма статического и динамического ходов катка.

Как сухопутные, на машинах используются гусеничный, колесный, колесно-гусеничный, лыжно-гусеничный, аэросанный движители и их комбинации. Например, современные танки и БМП имеют гусеничный движитель; бронетранспортеры — в основном колесный (БТР-70, БТР-80) или гусеничный (БТР-50, М113); бронеавтомобили — колесный; колесно-гусеничный движитель раньше был на некоторых БТР (германские Sd. Kfz. 250, Sd. Kfz. 251, американский М3). Пример комбинации двух движителей, гусеничного и колесного, — в основном танки 20-30-х годов — колесно-гусеничные танки Кристи, их наследники БТ и другие.
Так как в этой статье основной задачей ставится рассказать про ходовую часть в основном танков, то в дальнейшем под ходовой частью будем подразумевать ходовую часть с гусеничным движителем, если иное особо не оговорено.
У применения терминологии некоторая неоднозначность. Под колесно-гусеничными, как правило, подразумевают танки, которые имели два движителя — колесный и гусеничный, использовавшихся независимо друг от друга (например, танк БТ мог двигаться или на колесном или на гусеничном ходах). Машины с колесно-гусеничным движителем (обычно управляемые колеса впереди, гусеницы сзади) называют полугусеничными. То есть, полугусеничные машины имеют колесно-гусеничный движитель, колесно-гусеничные — колесный и гусеничный переменно (бывают варианты, например: колесный и колесно-гусеничный).

### Силовая установка
Силовая установка: обычно газотурбинная или дизельная (ранее применялись и бензиновые двигатели).
Газотурбинный двигатель (см. Газотурбинный двигатель#Танкостроение): потребляет больше топлива. Особенностью ГТД является существенно больший (в несколько раз) удельный расход топлива на холостых и тормозных режимах работы двигателя; для решения этой проблемы применяют систему автоматического управления режимом (САУР), которая автоматически уменьшает подачу топлива при торможении танка и в еще большей степени — при вынужденных стоянках более одной минуты, требуется меньше масла (в 16-20 раз), экологичнее (имеет практически чистый выхлоп), обладает низкой шумностью, у него больший ресурс[уточнить], лучше приспособлен к условиям работы в зимних условиях (морозоустойчив), но имеет повышенную вероятность попадания пыли и песка в условиях пустынь. 
Дизельный двигатель при том же объёме выдает гораздо меньшую мощность, но имеет гораздо более высокую топливную эффективность, менее требователен к качеству топлива и имеет больший моторесурс.

### Гусеничный движитель
На современных танках применяют гусеничные движители, они по сравнению с другими дают высокую проходимость и быстроходность по пересечённой местности, надёжны в эксплуатации и менее уязвимы на поле боя.
Если танк имеет удачную компоновку и надёжную ходовую часть, то имеет долгий период эксплуатации и развития — его последующие модификации имеют все более мощную броню, возрастает мощь вооружения, на его базе создаются разные САУ, инженерные и вспомогательные машины. Так Т-34 превратился в Т-34-85 и на его базе были созданы разные САУ, инженерные и вспомогательные машины, немецкий средний Pz. IV короткоствольную 75-мм пушку поменял на длинноствольную и на его базе были созданы разные боевые и вспомогательные машины, Т-64 со 115-мм пушкой превратился в Т-64А со 125-мм пушкой… Таких примеров много, хотя есть исключения — например, ходовая часть немецких легких и средних танков второй мировой войны значительно изменялась, особенно от одной к другой первых модификаций.

#### Подрессоривание
Подрессоривание служит для смягчения толчков и ударов на танк, и для гашения колебаний танка. От качества подрессоривания в зависят средние скорости движения машин по местности, меткость огня с ходу, боевая готовность экипажа и долговечность танка.
Системой подрессоривания или подвеской танка называется совокупность деталей, узлов и механизмов, связывающих корпус машины с осями опорных катков. Система подрессоривания состоит из узлов подвески. Узлом подвески называется совокупность деталей и узлов, связывающих ось одного катка с корпусом или нескольких взаимосвязанных катков, соединённых с корпусом через единый упругий элемент. Каждый узел подвески в общем включает упругий элемент (рессору), амортизатор (демпфер) и балансир. В старых источниках балансир индивидуальной подвески иногда именуется кривошипом.
Подрессоривание должно отвечать таким требованиям:
- обеспечивать плавность хода в разных дорожно-грунтовых условиях;
- быть живучим и надёжным в разных условиях применения;
- быть массой не более 4-7 % массы машины и занимать не более 6-8 % её внутреннего объёма;
- быть удобными для обслуживания и ремонта, несложно и быстро ставиться и сниматься.

Плавность хода:

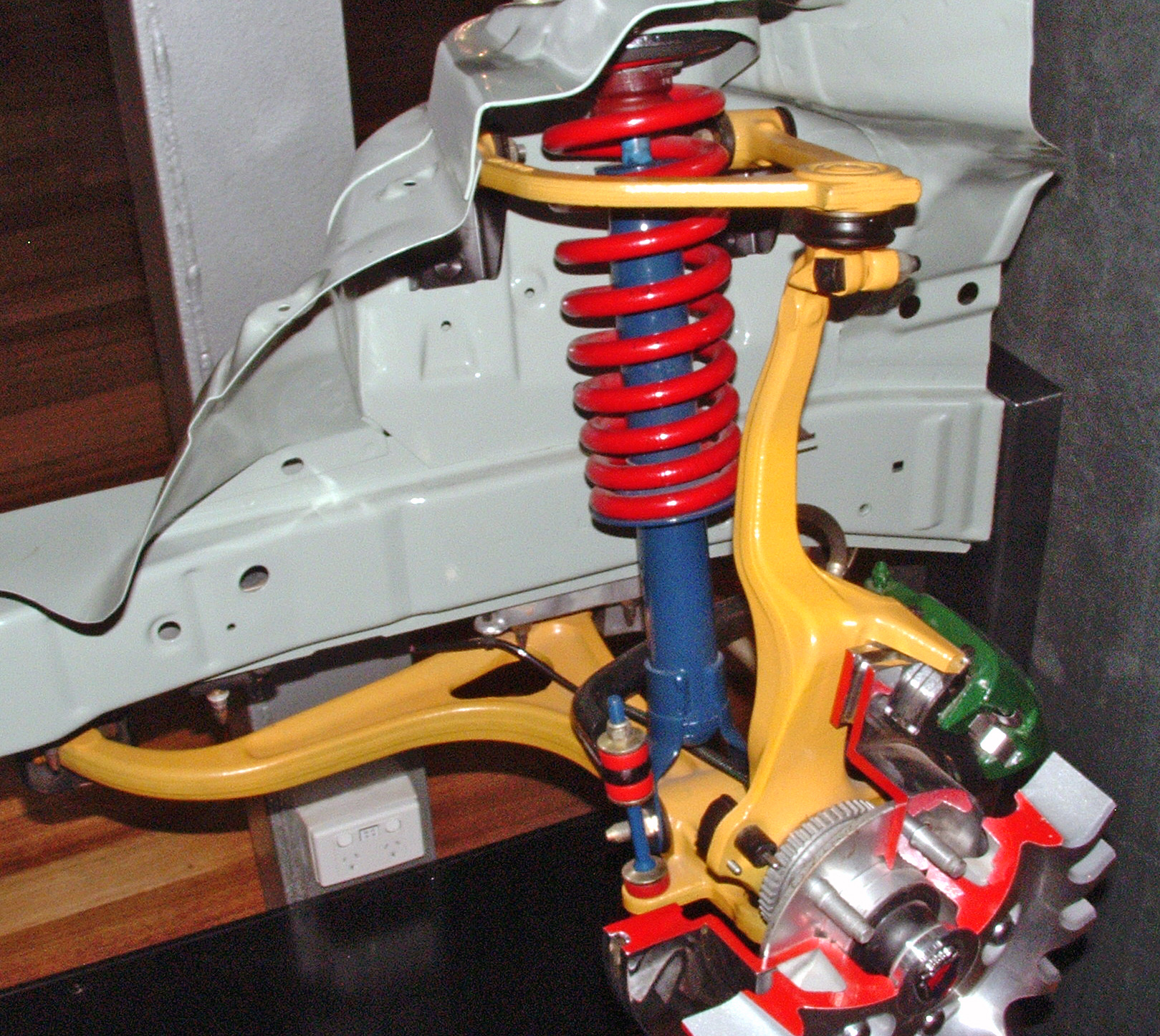
Пружинная подвеска

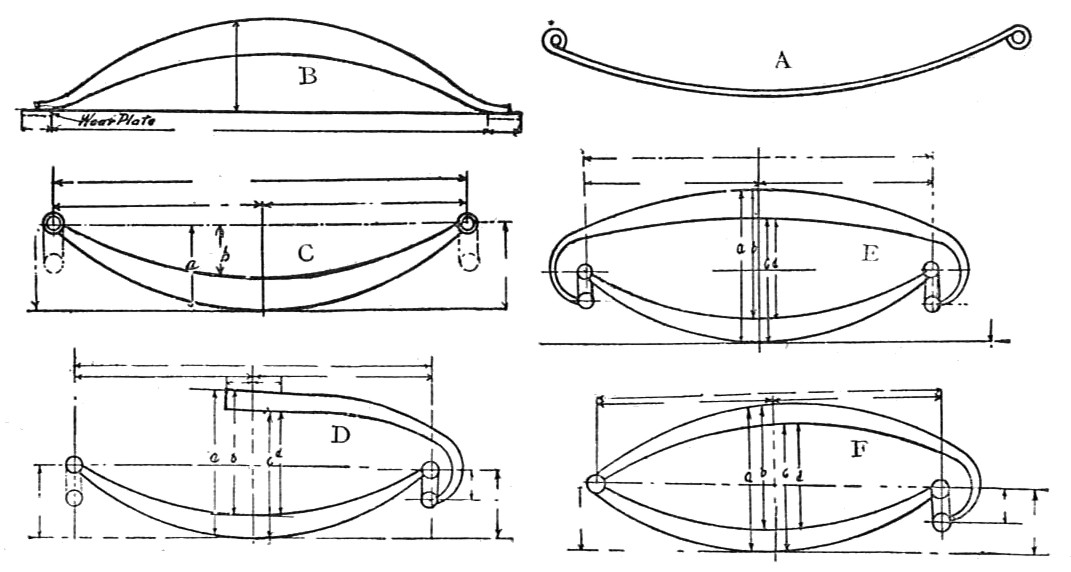
Старая иллюстрация, показывающая формы разных рессор: однолистовая полуэллиптическая (А), полу- (B, C), 3/4- (D) и разные виды эллиптических (E, F)

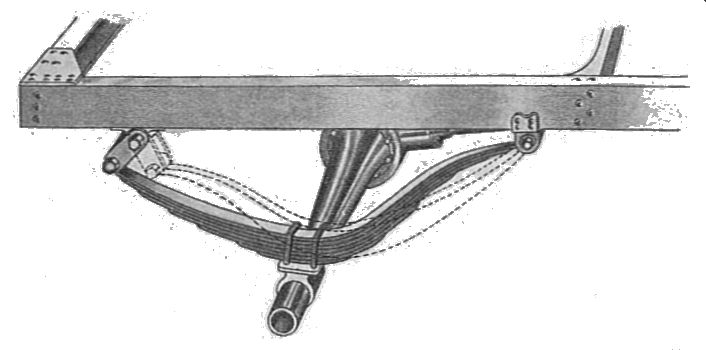
При нагрузке рессора S-образно изгибается, нарушая геометрию подвески, рессора испытывает повышенные нагрузки

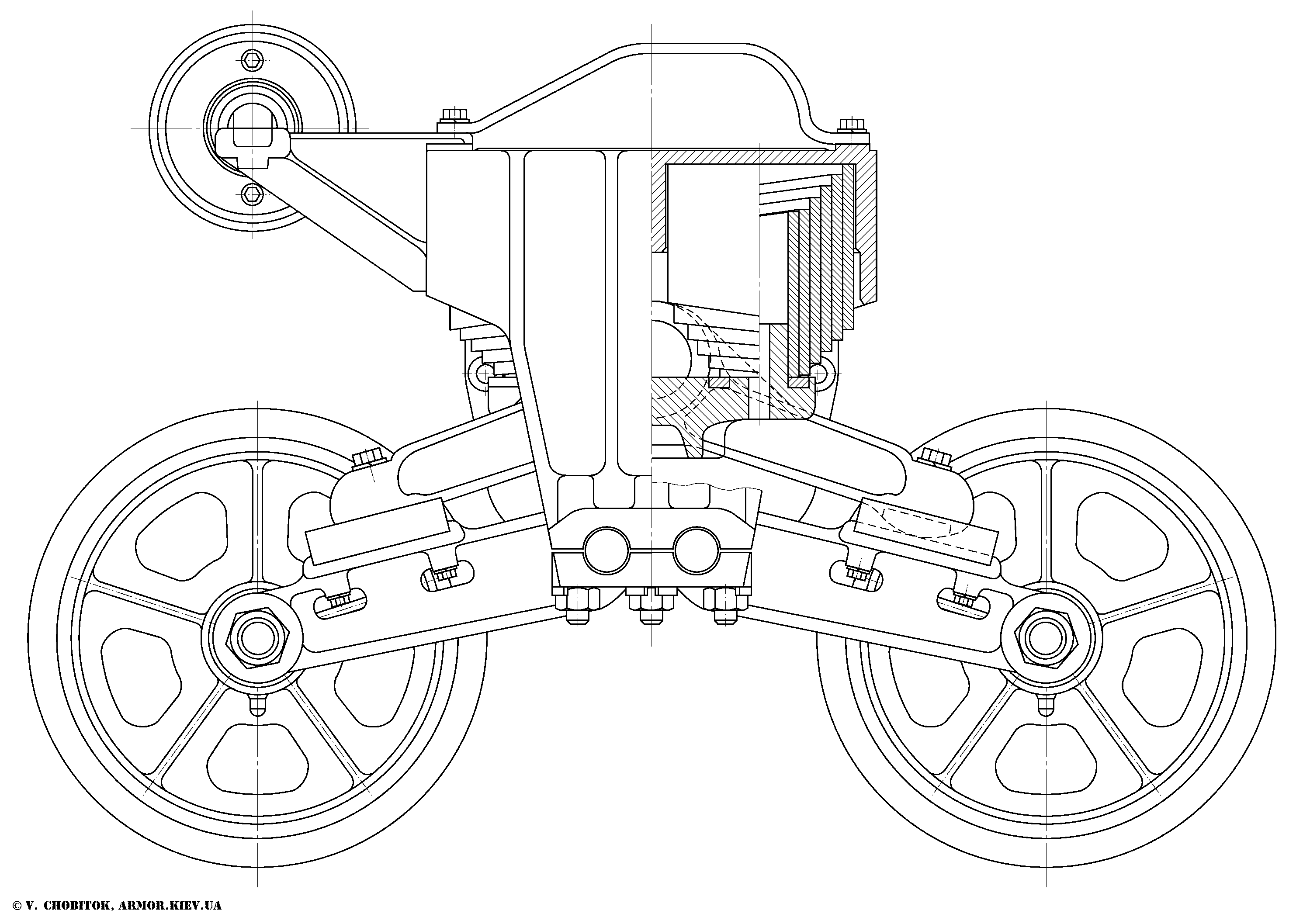
Тележка блокированной подвески с вертикальными пружинами Шерман М4VVSS

во время движения танк подвергается внешним воздействиям, которые стремятся вывести его из равновесия и он совершает вертикальные и угловые колебательные движения. Наиболее вредны продольные угловые колебания, так как вертикальные ускорения и амплитуда колебаний в носу танка (на месте механика-водителя) наибольшие по сравнению с другими колебаниями и наиболее вероятны пробои крайних узлов подвески (жесткие удары балансиров о ограничители хода катков).
Человек способен безболезненно переносить кратковременные перегрузки с ускорениями до 3-3,5 g при частоте до 2 Гц (с периодом колебаний больше 0,5 секунд). При пробоях подвески вертикальные ускорения могут быть выше этого — до 10 g и более, при которых у человека возникают боли и он может получить травму. О вредном влиянии жестких колебаний машины говорит то, что у водителей грузовиков бывающих в средних дорожных условиях, пояснично-седалищные боли (в основном ишиас) в три раза чаще, а у бывающих в плохих дорожных условиях и в пять раз чаще, чем у водителей легковых автомобилей. Радикулит — профессиональная болезнь танкистов, находящихся в более жестких условиях по сравнению с водителями автомобилей, и связано это, в основном, не с переноской и поднятием тяжестей, как принято считать, а с колебаниями танка.
Так одно из основных требований к подрессориванию в том, что на высоких скоростях при движении по длинным неровностям равным или более двух длин опорной поверхности гусеницы и высотой 0,15 м должно быть движение без пробоя подвески и с ускорениями по вертикали до 3.5 g.
При движении по мерзлой пахоте поперек борозд, по замерзшим кочкам, буграм и т. д. на корпус машины передаются высокочастотные непрерывные ускорения (тряска). Длина этих неровностей примерно равна или немного отличается от расстояния между ближайшими опорными катками, а высота 5 см и более. При частотах 2-25 Гц человек способен на пороге появления неприятных ощущений переносить вертикальные ускорения около 0,5 g. Поэтому подрессоривание должно быть спроектировано так, чтобы ускорения тряски не превышали 0,5 g.
Ускорение в прямой зависимости от амплитуды колебаний и в обратной зависимости от квадрата периода. Из этого понятно, что наиболее плавный ход обеспечивают подвески с колебаниями меньшей амплитуды и большего периода.
С другой стороны, при значительном в колебаний у танкистов бывают неприятные ощущения — «морская болезнь», что объяснено непривычными частотами колебаний, организм человека наиболее приспособлен к колебаниям с частотой близкой к частоте ходьбы (примерно 1-2 Гц или частота 0,5-1 секунд, по данным западных специалистов — 0,7-0,8 Гц). Для снижения влияния этого по некоторым источникам период колебаний лучше не более 1,55 секунд, по другим — 1,25 секунд (частота 0,8 Гц).
Кроме влияния на эргономику танка, колебания его корпуса ухудшают и условия стрельбы. При отсутствии стабилизатора вооружения значительно ухудшаются наблюдение и прицеливание, особенно через приборы с многократным увеличением. При этом, если наводчик и смог поймать цель в перекрестие прицела, то из-за запаздывания выстрела ствол пушки все равно уйдёт с линии прицеливания и снаряд ещё больше отклонится от цели из-за сложения скоростей полёта снаряда и движения пушки в сторону от линии прицеливания во время выстрела. В этих случаях чем меньше угловая скорость и амплитуда колебаний, тем лучше.
Типы подрессориваний:
Подвески гусеничных машин бывают жесткие, полужесткие (иногда называются тракторными) и мягкие.
В жёсткой подвеске катки крепят к корпусу машины без рессор. Для сохранности механизмов и нормального состояния водителя скорость с жесткой подвеской не желательна более 3-4 км/ч. Жесткую подвеску применяли на первых английских танках Mark I — Mark VIII и Mark A, Mark B, Mark C.
Полужёсткая подвеска — подвеска промежуточного типа — применяется в основном на тракторах. Полужесткая подвеска — две тележки (по одной на борт), в которых крепятся детали ходовой части. Одна (передняя или задняя) часть тележек с корпусом связана шарнирно, противоположная — через рессору. Такую подвеску имели французский танк Рено ФT-17 и первые советские танки Рено Русский (типа КС). Но опорные катки ФT-17 и Рено Русских к тележкам крепили не жестко, а через промежуточные рессоры.
Эти два типа подвески на боевых машинах не распространены —  на них ставят мягкие подвески и дальше жесткие и полужесткие подвески не описываются.
В зависимости от соединения опорных катков между собой и корпусом машины подвески делят на индивидуальные, блокированные и смешанные.
В индивидуальных — независимых подвесках каждый опорный каток соединён с корпусом машины через свою рессору. Такие системы подрессоривания на большинстве современных танков, они наиболее соответствуют требованиям к системам подрессоривания быстроходных гусеничных машин.
В блокированных подвесках несколько опорных катков в тележке соединяются с корпусом общей рессорой. За счёт незначительных углов продольных колебаний машины с блокированными подвесками имеют плавный ход на невысоких скоростях, они были широко распространены в 1930-х годах XX. Их недостаток в малой энергоемкости и живучести из-за нарушения действия всех катков тележки при повреждении одного из них. Блокированные подвески использованы на британских «Центурионах» и «Чифтенах» в концепции, когда у танка предпочитается защита и огневая мощь перед подвижностью.
Блокированные подвески по числу катков в одной тележке подвески делят на подвески с двумя (Т-37, Pz. Kpfw. IV, «Шерман», «Центурион»), тремя (Валентайн), четырьмя (Т-26, LT vz.35) и даже шестью сблокированными катками (у Т-28 — на половину борта).
В руководствах, пособиях и литературе 1920-х — 50-х годов блокированную подвеску иногда называли балансирной по названию рычага (балансира), которым в некоторых блокированных подвесках соединяли катки в тележке. Но во многих блокированных подвесках каждый каток имеет свой балансир, а связь между катками только через рессору («Шерман», Pz.Kpfw. IV), поэтому современный термин «блокированная подвеска» более целесообразен.
В смешанных системах подрессоривания часть катков сблокированы, а часть с индивидуальной подвеской (танки Pz. Kpfw. I модификации А, Рено R-35, Стюарт). Обычно в таких системах подрессоривания независимо подвешены крайние опорные катки, так как они бывают наиболее нагружены. Интересная подвеска на шведском Стрв-103. В его подвеске, чтобы уменьшить продольные колебания в короткой базе танка, вторые и третьи катки с независимой подвеской, а крайние опорные катки связаны по диагонали системой узлов компенсации.
По материалу упругого элемента подвески делят на металлические, неметаллические и комбинированные.

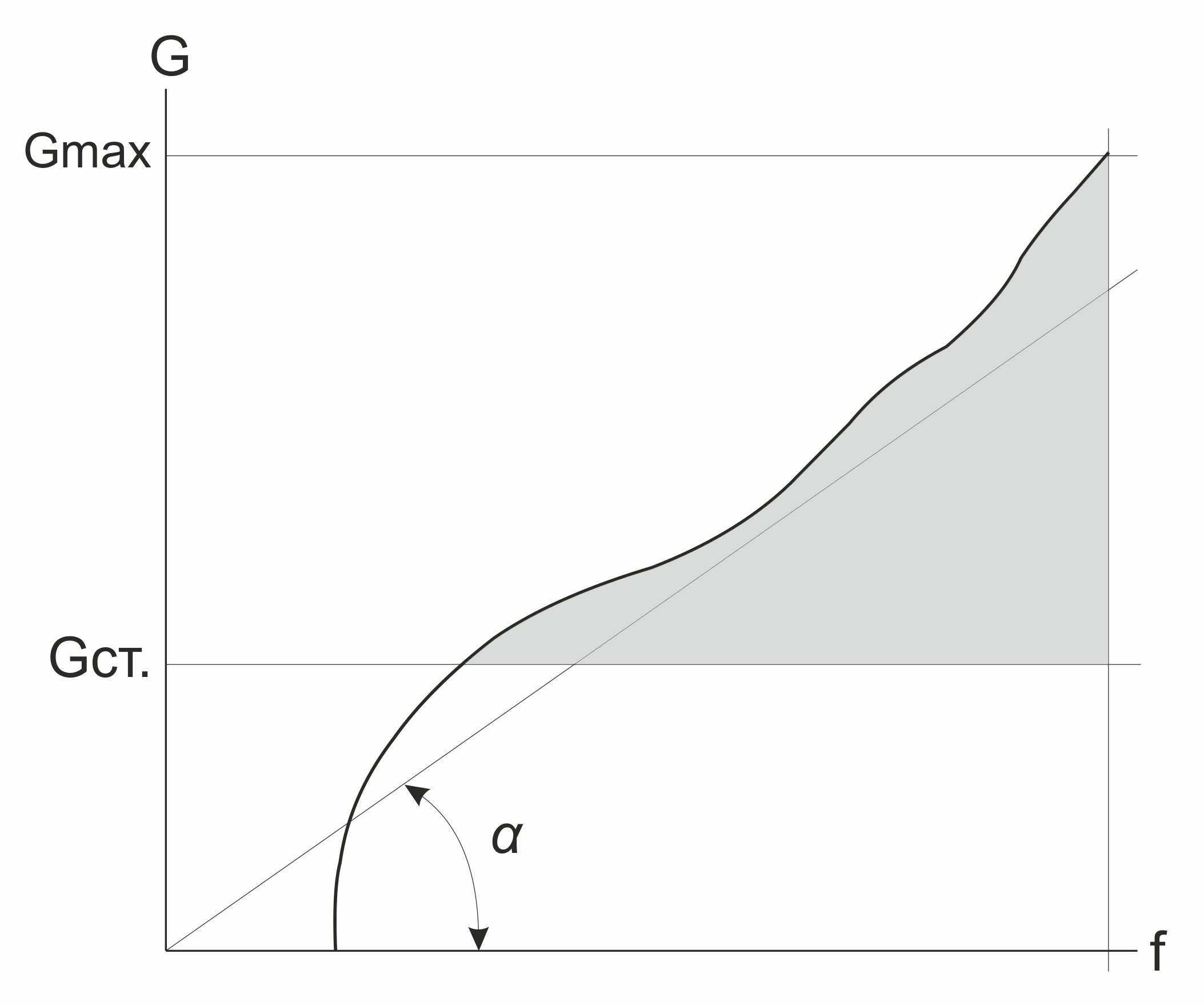
График упругой характеристики подвески

В подвесках с металлическим упругим элементом работает упругая деформация стали. Металлические рессоры бывают торсионные (одно-, двухторсионные, пучковые); с винтовыми, тарельчатыми и буферными пружинами и с листовыми рессорами. Торсионные применяли на немецком Pz. Kpfw. III, итальянском L6/40, советских Т-40 и КВ. Сейчас одноторсионные подвески на большинстве танков. Двухторсионные подвески были в «Пантере» и «Ландсверке» Л-60, пучковый торсион — на тяжелом танке Т-10. Двухторсионные трубчато-стержневые подвески установлены на АСУ-57, танках Абрамс и М60А3, БМП М2 «Брэдли». Винтовые пружины использованы на танках БТ, Т-34, «Чифтен», Меркава, тарельчатые пружины Бельвиля — на Pz 61, Pz 68. Буферные пружины были на американских «Шерманах» и «Стюартах». Листовые рессоры стояли на немецких Pz.I, Pz.IV, чешском LT vz.38.
Неметаллические рессоры бывают резиновые (французский R-35), пневматические (боевые машины десанта, шведский Strv-103, японский Тип 74, Арджун), гидравлические и гидропневматические. На современных танках неметаллические рессоры применяют только пневматические.
Комбинированное подрессоривание применяли в САУ «Фердинанд» с параллельными в узле подвески торсионными валами и резиновыми подушками. В прототипе «Абрамса» танке ХМ1 (вариант фирмы «Дженерал моторс») в подвесках 1-го, 2-го и 6-го катков использовали пневматические рессоры, в подвесках остальных катков — торсионы.
Внедрение стабилизатора вооружения упростило наведение и повысило точность стрельбы с ходу во много раз. Но исполнительные механизмы стабилизаторов вооружения инерционны и при высоких частотах колебаний не могут достаточно точно удерживать вооружение в заданном наводчиком положении. У современных танков удовлетворительная точность стрельбы на европейском театре военных действий может быть обеспечена при движении по полям со скоростями до 20-30 км/ч.

## Огневая мощь
Понятие огневой мощи характеризует способность танка к уничтожению противника. Прямо огневая мощь в конструкции танка обеспечивается его вооружением, косвенно — средствами наблюдения и прицельными приборами, позволяющими своевременно обнаружить противника.

### Вооружение
Обычным вооружением танка является сочетание из пушки и одного или нескольких пулемётов. В первой половине XX века существовали также танки с чисто пулемётным или же, очень редко, — с чисто пушечным вооружением.
Также выпускались, с 1930-х по 1960-е годы, танки, вооружённые огнемётами в качестве основного или вспомогательного вооружения (огнемётные танки), а во второй половине XX века появились танки, вооружённые ракетами, прежде всего ПТУР.
Как правило, танк вооружён одним или несколькими пулемётами, являющиеся вспомогательным, или, на некоторых танках, выпускавшихся до Второй мировой войны — основным вооружением (существовали также и несколько образцов танков с чисто пушечным вооружением).
Иногда на некоторые модели танков устанавливают огнемёты для борьбы на близких расстояниях с живой силой противника.

### Прицельные приборы
см. Прицельные приспособления

### Средства наблюдения
см.перископ

### Система управления огнём
см. Система управления огнём (СУО)

### Приборы связи
см. Связь (техника)